# Vaughania xerophila
Vaughania xerophila là một loài thực vật có hoa trong họ Đậu. Loài này được (R.Vig.) "Du Puy, Labat & Schrir" miêu tả khoa học đầu tiên.